# .bl
.bl е бъдещ интернет домейн от първо ниво за Сен Бартелми, който вероятно ще бъде създаден поради решение от 21 септември 2007 г. от Агенцията за поддръжка ISO 3166 да предназначи BL като ISO 3166-1 alpha-2 код за Сен Бартелми..